# Paden (Oklahoma)
Paden és un poble dels Estats Units a l'estat d'Oklahoma. Segons el cens del 2000 tenia 446 habitants.

## Demografia
Segons el cens del 2000, Paden tenia 446 habitants, 184 habitatges, i 119 famílies. La densitat de població era de 374,4 habitants per km².
Dels 184 habitatges en un 32,6% hi vivien nens de menys de 18 anys, en un 57,1% hi vivien parelles casades, en un 7,1% dones solteres, i en un 34,8% no eren unitats familiars. En el 30,4% dels habitatges hi vivien persones soles el 17,9% de les quals corresponia a persones de 65 anys o més que vivien soles. El nombre mitjà de persones vivint en cada habitatge era de 2,42 i el nombre mitjà de persones que vivien en cada família era de 3,03.
Per edats la població es repartia de la següent manera: un 27,6% tenia menys de 18 anys, un 8,5% entre 18 i 24, un 28,5% entre 25 i 44, un 19,7% de 45 a 60 i un 15,7% 65 anys o més.
L'edat mediana era de 35 anys. Per cada 100 dones de 18 o més anys hi havia 85,6 homes.
La renda mediana per habitatge era de 27.321 $ i la renda mediana per família de 31.250 $. Els homes tenien una renda mediana de 24.444 $ mentre que les dones 20.972 $. La renda per capita de la població era de 12.444 $. Entorn del 7,1% de les famílies i el 9% de la població estaven per davall del llindar de pobresa.

## Poblacions més properes
El següent diagrama mostra les poblacions més properes.